# Confluence du Grund
La confluence du Grund ou confluence de Pétrusse-Alzette est la confluence de deux cours d'eau : la Pétrusse et l'Alzette. Cette confluence se trouve sous un pont (rue Saint-Ulric) près de la montée de Prague (Berlinenweg/Berlinerwee) vers le quartier de la gare à Luxembourg-Ville au quartier du Grund.